# Panulirus
Panulirus – rodzaj skorupiaków z rzędu dziesięcionogów i rodziny langustowatych.

## Morfologia
Ciało tych zwierząt pokryte jest twardym, zwapniałym karapaksem z kolcami. Mają pięć par odnóży, odwłok złożony z ruchomych segmentów, zakończony ogonem w kształcie wachlarza oraz długie, grube czułki. Nie mają szczypiec ani rostrum. Są bardziej kolorowe niż przedstawiciele rodzaju Palinurus (np. langusta różnobarwna jest bardziej kolorowa niż langusta).

## Klasyfikacja
Gatunki zaliczane do tego rodzaju:
- Panulirus argus – langusta karaibska[2]
- Panulirus brunneiflagellum
- Panulirus cygnus
- Panulirus echinatus
- Panulirus femoristriga
- Panulirus gracilis
- Panulirus guttatus
- Panulirus homarus
- Panulirus inflatus
- Panulirus interruptus
- Panulirus japonicus
- Panulirus laevicauda
- Panulirus longipes
- Panulirus marginatus
- Panulirus ornatus
- Panulirus pascuensis
- Panulirus penicillatus
- Panulirus polyphagus
- Panulirus regius
- Panulirus stimpsoni
- Panulirus versicolor – langusta różnobarwna[3]
- Panulirus meripurpuratus

|  |
|  |
|  |
|  |